# Pseudomicrodes decolor
Pseudomicrodes decolor là một loài bướm đêm trong họ Noctuidae.